# Mockingbird Valley
Mockingbird Valley és una població dels Estats Units a l'estat de Kentucky. Segons el cens del 2000 tenia 190 habitants.

## Demografia
Segons el cens del 2000, Mockingbird Valley tenia 190 habitants, 74 habitatges, i 58 famílies. La densitat de població era de 349,3 habitants/km².
Dels 74 habitatges en un 29,7% hi vivien nens de menys de 18 anys, en un 77% hi vivien parelles casades, en un 2,7% dones solteres, i en un 20,3% no eren unitats familiars. En el 18,9% dels habitatges hi vivien persones soles el 16,2% de les quals corresponia a persones de 65 anys o més que vivien soles. El nombre mitjà de persones vivint en cada habitatge era de 2,57 i el nombre mitjà de persones que vivien en cada família era de 2,95.
Per edats la població es repartia de la següent manera: un 25,8% tenia menys de 18 anys, un 2,1% entre 18 i 24, un 16,8% entre 25 i 44, un 31,6% de 45 a 60 i un 23,7% 65 anys o més.
L'edat mediana era de 49 anys. Per cada 100 dones de 18 o més anys hi havia 78,5 homes.
Cap de les famílies estaven per davall del llindar de pobresa.

## Poblacions més properes
El següent diagrama mostra les poblacions més properes.